# Ana Pusar Jerič
Ana Pusar Jerič, slovenska sopranistka, *  21. avgust 1946, Šentjur.

## Priznanja in odlikovanja
Leta 1979 je prejela nagrado Prešernovega sklada »za uspešne operne kreacije«.